# هربرت أو. دان
هربرت أو. دان (بالبرتغالية: Herbert Owar Dunn‏) (بالإنجليزية: Herbert O. Dunn)‏ هو ضابط برتغالي وأمريكي، ولد في 1857 في ويسترلي في الولايات المتحدة، وتوفي في 1939 في بالتيمور في الولايات المتحدة.